# عبدولای کامارا (بازیکن فوتبال، زاده ۲۰۰۴)
عبدولای کامارا (انگلیسی: Abdoulaye Kamara؛ زادهٔ ۶ نوامبر ۲۰۰۴) بازیکن فوتبال اهل گینه است.